# Ядрена война
Ядрена война е военен конфликт или политическа стратегия, при които се използват ядрени оръжия за нанасяне на щети по противника. Ядрените оръжия са оръжия за масово поразяване и за разлика от конвенционалната война, ядрената война довежда до унищожение за много по-кратко време и може да има дългосрочно радиоактивно въздействие. Голям ядрен конфликт може да доведе до радиоактивно замърсяване и „ядрена зима“, която може да продължи десетилетия или векове след първоначалното нападение. Според някои изследователи това би било до глобален масов глад. Според други анализатори, ядрена зима не би последвала и дори при брой на ядрените оръжия на нивата на Студената война, макар с милиарди жертви, милиарди хора от селските райони биха оцелели.
Към днешна дата са използвани две ядрени оръжия във война, и двете от САЩ към края на Втората световна война. На 6 август 1945 г. ураниевата бомба „Малчугана“ е детонирана над японския град Хирошима. Три дни по-късно, на 9 август, е детонирана плутониевата бомба „Дебелака“ над Нагасаки. Двете бомбардировки водят до смъртта на около 120 000 души.
След Втората световна война ядрени оръжия са разработени и в Съветския съюз (1949 г.), Великобритания (1952 г.), Франция (1960 г.) и Китай (1964 г.), което допринася за състоянието на конфликт и напрежение, известно като Студената война. През 1974 г. Индия, а през 1998 г. Пакистан, две враждебно настроени една към друга страни, разработват ядрени оръжия. Широко се смята, че Израел и Северна Корея също разполагат с ядрени оръжия, макар да не е ясно с колко. Правителството на Израел нито признава, нито отрича притежанието си на ядрено оръжие, макар да разполага с реактор и преработвателен завод, нужни за създаването на ядрено оръжие. ЮАР също произвежда няколко ядрени глави през 1980-те години, но през 1990-те години става първата държава, която доброволно се е отказала от ядреното си оръжие. Ядрени оръжия са били детонирани над 2000 пъти за опити и демонстрации.
След разпадането на Съветския съюз през 1991 г. и последвалия край на Студената война, заплахата от голяма ядрена война между две ядрени суперсили започва да спада. От тогава насам проблемът с ядрените оръжия се премества към предотвратяване на локализирани ядрени конфликти, предизвикани от ядрен тероризъм.

## Видове ядрена война
Възможността за използване на ядрено оръжие по време на война обикновено бива разделяна на две подгрупи, всяка с различно въздействие и потенциално водена с различен тип ядрени устройства.
Първата, наречена ограничена ядрена война, (или ядрена атака) се отнася за маломащабно използване на ядрено оръжие от две или повече воюващи страни. Ограничената ядрена война може да включва прицелването във военни съоръжения като опит за превантивен удар по способността на противника за нападение или като прелюдия за нахлуване с конвенционални сили.
Втората, наречена мащабна ядрена война, може да включва голям брой ядрени оръжия използвани в нападение към цяла държава, включително военни, икономически и цивилни цели. Такова нападение почти със сигурност би унищожило цялата икономическа, обществена и военна инфраструктура на страната мишена и вероятно би имала опустошително влияние върху биосферата на Земята.
Някои стратези от Студената война като Хенри Кисинджър твърдят, че ограничена ядрена война е възможна между две тежко въоръжени суперсили (като САЩ и СССР). Според други, обаче, ограничената война потенциално може да ескалира в мащабна ядрена война.
Дори и най-оптимистичните прогнози за ефекта на голяма ядрена война предсказват милиони жертви за много кратък период от време. По-песимистичните прогнози сочат, че мащабна ядрена война потенциално може да доведе до гибелта на човечеството или близо до изчезването му, само с малък брой оцелели, които имат намалено качество на живот и продължителност на живота за векове след това. Въпреки това, такива прогнози за тотална война с ядрени арсенали от нивата на Студената война, получават и критики. Катастрофа като глобална ядрена война почти със сигурност би причинила постоянни щети върху повечето сложни организми на планетата, екосистемите ѝ и глобалния климат.
Според изследване на Американския геофизически съюз от 2006 г., дори маломащабна регионална ядрена война би могла да има толкова преки жертви, колкото цялата Втора световна война и да наруши глобалния климат за десетилетие или повече. В сценарий на ядрен конфликт в субтропиците, при който всяка страна използва 50 ядрени глави с размер на тези от Хирошима (15 килотона) върху големи населени места, изследователите предвиждат смъртни случаи от 2,6 милиона до 16,7 милиона души на държава. Авторите на изследването изчисляват, че около 5 милиона тона сажди ще бъдат изпуснати в атмосферата, причинявайки захлаждане с няколко градуса в зони на Северна Америка и Евразия. Захлаждането би продължило години.
Ограничена или мащабна ядрена война би могла да възникне и по време на случайна ядрена война, при която употребата на ядрено оръжие е задействана неволно. Сред механизмите за задействане на този сценарий са: неизправност в устройствата за ранно предупреждение, нарочна злоупотреба от военен командир, последствия от неволно отклонение на военни самолети във вражеското въздушно пространство, отговор към необявени ракетни опити по време на напрегнати дипломатични периоди, отговор към военни учения, грешно преведени или грешно предадени съобщения и други. Няколко от тези случаи се случват наистина по време на Студената война, но никой от тях не води до употребата на ядрено оръжие. Такива сценарии биват изобразявани и в популярната култура, като например във филма от 1964 г. Д-р Стрейнджлав или как престанах да се страхувам и обикнах атомната бомба.

## История

### 1940-те

#### Атомни бомбардировки на Хирошима и Нагасаки
През последните етапи на Втората световна война през 1945 г. САЩ провежда ядрени атаки над японските градове Хирошима и Нагасаки, първата на 6 август 1945 г., а втората на 9 август 1945 г. Тези две събития са единствените случаи на използване на ядрено оръжие в бой.
В продължение на шест месеца преди атомните бомбардировки, 20-а въздушна армия на САЩ под командването на генерал Къртис Лемей провежда нископрофилни нападения със запалими бомби срещу японски градове. Най-тежката бомбардировка не е тази с атомните бомби, ами бомбардировката на Токио. През нощта на 9 срещу 10 март 1945 г. 334 броя Boeing B-29 Superfortress пускат общо 381 300 бомби с тегло 1783 тона. Няколко часа след нападението е изчислено, че са убити около 100 000 души, а 41 km2 и 267 000 сгради от града са разрушени.
Към края на юни 1945 г. САЩ приключват с битката за Окинава (на цената на 260 000 души, от които 150 000 – цивилни) и се изправят пред изпитанието на нахлуят на главните японски острови в хода на операция „Даунфол“. Основавайки се на жертвите от предходните тихоокеански кампании, американските командири изчисляват, че между 50 000 и 500 000 американски войници ще загинат и поне 600 000 – 1 000 000 други ще бъдат ранени при нахлуване на главните японски острови. Американският президент Хари Труман осъзнава, че не може да си позволи такъв брой на жертвите.
На 26 юли 1945 г. САЩ, Великобритания и Република Китай издават Потсдамската декларация, която призовава за безусловна капитулация от страна на Япония. Според нея, ако Япония не се предаде, ще трябва да се изправи пред „бързо и пълно унищожение“. Японското правителство игнорира ултиматума, изпращайки съобщение, че няма да се предаде. В отговор на отказа, Труман упълномощава пускането на атомните бомби. По време на използването им са налични само две атомни бомби и макар още няколко да са в процес на създаване в САЩ, третата бомба е нямало да бъде налична за бой до септември.
На 6 август 1945 г. ураниевата атомна бомба „Малчугана“ (на английски: Little Boy) е детонирана над Хирошима с енергията на около 15 килотона, унищожавайки близо 50 000 сграда (включително щаб-квартирата на японските Второ командване и Пета дивизия) и убивайки около 70 000 души, от които 20 000 японски войници и 20 000 корейски работници. Три дни по-късно, на 9 август, плутониевата атомна бомба „Дебелака“ (на английски: Fat Man) е използвана срещу град Нагасаки, като взривът се равнява на 20 килотона и унищожава 60% от града и убива около 35 000 души, от които 23 200 – 28 200 японски работници, 2000 корейски работници и 150 японски войници. Щетите по промишлеността на Нагасаки са големи, отчасти поради неволното уцелване на промишлената зона, като 68%-80% от промишленото производство е унищожено.
Шест дни след нападенията над Нагасаки, Япония обявява капитулацията си на 15 август 1945 г. Двете ядрени бомбардировки водят, отчасти, до приемането на Трите не-ядрени принципа, които забраняват на страната развиването на ядрени оръжия.

#### След атомните бомбардировки
Веднага след атомните бомбардировки на Япония, статутът на атомните оръжия не е ясен в международните и военните отношения. Вероятно, САЩ са се надявали ядреното оръжие да накара Съветския съюз да премести наземните си войски от Източна Европа и да принуди Сталин да прави отстъпки. Под управлението на Сталин, СССР следва своите собствени атомни възможности чрез комбинация от научни изследвания и шпионаж на американската програма. Съветите вярват, че американците, със своя ограничен ядрен арсенал, не биха се спуснали в нова война, а американците не са убедени, че ще предотвратят съветско поглъщане на Европа, въпреки ядреното си превъзходство.
В САЩ пълномощието за разработване и производство на ядрени оръжия е отнето от военните и е поставено под гражданския контрол на Комисията по атомна енергия на САЩ. Това решение е отражение на разбирането, че ядрените оръжия представляват нов риск и предимство, които са отделни от всяка военна технология по това време. По това време САЩ поддържа стратегическа сила от бомбардировачи B-36 Peacemaker. Те считат, че заплахата от ядрена война би възпряла всякакъв удар срещу САЩ.
На 29 август 1949 г. Съветския съюз тества първото си ядрено оръжие, РДС-1, на полигона Семипалатинск в Казахската ССР. Американските учени от проекта „Манхатън“ вече са предупредили, че след известно време СССР със сигурност ще разработи ядрен потенциал самостоятелно. Въпреки това, ефектът от военното планиране в САЩ е драматично, най-вече защото американските военни стратези не очакват съветите да „наваксат“ толкова бързо. Уви, по това време те още не са открили мащабния съветски ядрен шпионаж в Лос Аламос, най-значимият от който е провеждан от теоретичния физик Клаус Фукс. Първата съветска бомба притежава известни сходство с „Дебелака“ на американците. През същата година САЩ изготвя план за отговор на евентуална ядрена война със СССР в т.нар. операция „Дропшот“.
Със счупването на монопола над ядрената технология, световното ядрено разпространение се ускорява. Великобритания тества първата си атомна бомба през 1952 г. и бива последвана от Франция през 1960 г. и от Китай през 1964 г. Макар много по-малки от арсеналите на САЩ и СССР, ядрените резерви на Западна Европа са фактор при стратегическото планиране по време на Студената война. Свръхсекретен документ на Британските ВВС, изготвен за правителството на Великобритания през 1959 г., оценява, че британските атомни бомбардировачи са способни да унищожат ключови градове и военни цели в Съветския съюз с приблизително 16 милиона жертви.

### 1950-те
Макар СССР да имат ядрено оръжие в зората на Студената война, САЩ все още имат превъзходство по отношение на бомбардировачи и въоръжение. По това време САЩ има възможност за бомбардиране на СССР, докато Съветският съюз би се затруднил при евентуално бомбардиране на САЩ.
Широкото въвеждане на реактивни прехващачи, обаче, намалява ефективността на американските бомбардировачи. През 1949 г. Къртис Лемей поема управлението над Стратегическото командване на американските ВВС и създава програма за обновяване на флота от бомбардировачи към такъв, съставен само от реактивни самолети. В началото на 1950-те години са въведени бомбардировачите Боинг B-47 и Боинг B-52, предоставяйки възможността за бомбардиране на СССР по-лесно. Преди разработването на способна стратегическа ракетна войска в СССР, голяма част от военните доктрини на западните държави се върти около използването на голям брой малки ядрени оръжия с тактическа роля. Американския генерал Дъглас Макартър е уволнен от Хари Труман, отчасти защото той упорито изисква пълномощно да използва ядрено оръжие по свое усмотрение срещу Китай по време на Корейската война. Мао Дзъдун, комунистическият вожд на Китай, си дава вид на приветстват ядрена война с капиталистите, тъй като тя би унищожила това, което той нарича „империалистична“ система.
През лятото на 1951 г. започва проект с участието на анализатори като Робърт Кристи, който проучва защитата на Западна Европа от съветско нападение. Разработването на тактическо ядрено оръжие се счита за начин да се придаде качествено преимущество на западните сили над съветското числено превъзходство при конвенционалните оръжия.
Няколко опасения относно нарастващите умения на съветските стратегически сили се появяват през 1950-те години. Отбранителният отговор на САЩ е да разгърнат сравнително силна многослойна защита, съставена от прехващачи и ракети земя-въздух близо до големите градове. Уви, това е малък отговор в сравнение със съставянето на огромен флот от ядрени бомбардировачи. Основната ядрена стратегия е масивно проникване в СССР, тъй като голямата му площ е трудна за защита.
Тази логика вкоренява в американската ядрена доктрина и се задържа в по-голямата част на Студената война. Докато американските стратегически ядрени войски могат да разбият съветските такива, съветски превантивен удар би могъл да бъде отблъснат. Освен това, Съветският съюз не може да си позволи построяването на голяма противосила, тъй като икономическата продукция на САЩ е много по-голямата от тази на съветите.
Съветската ядрена доктрина, обаче, е различна от американската такава. Съветските военни стратези считат, че биха могли да спечелят потенциална ядрена война. Те очакват мащабна ядрена война, последвана от конвенционална война, която от своя страна би включвала широко използване на тактически ядрени оръжия. В съответствие с доктрината си, Съветският съюз провежда мащабни военни учения за изследване на възможността за отбранителна и офанзивна война по време на ядрена война. Тоцките военни учения включват детонацията на атомна бомба около двойно по-мощна от тази в Нагасаки и армия от около 45 000 войници, маневрираща около хипоцентъра веднага след взрива. Ученията са проведени на 14 септември 1954 г. под командването на маршал Георгий Жуков северно от село Тоцкое в Оренбургска област.
Революция при ядрените стратегии настъпва чрез въвеждането на междуконтинентални балистични ракети (МКБР), които Съветският съюз първи тества успешно през август 1957 г. За да достави бойната глава до мишената, ракетата е много по-бърза и по-ефективна от бомбардировач и се радва на високи нива на оцеляване, поради голямата трудност за прехващане на МКБР (благодарение на голямата им височина и висока скорост). СССР по това време не може да постигне ядрено равенство със САЩ по чиста бройка на ядрените глави.
Американските военни дават на ракетните програми най-висок национален приоритет и няколко разузнавателни самолети и спътници са проектирани и въведени, за да се следи напредъка на СССР. Първоначалните МКБР и бомбардировачи са относително неточни, което води до идеята за удари по съответстваща стойност – нападения директно върху вражеското население, което теоретично би довело до понижение на вражеската воля за бой. По време на Студената война СССР инвестира в инфраструктура за гражданска защита като големи противоядрени бункери и дългосрочни хранителни запаси. В сравнение, в САЩ са въведени по-маломащабни програми за гражданска защита през 1950-те години, в които училищата и други обществени сгради разполага с мазета с дълготрайна храна, вода, аптечки и дозиметри и Гайгерови броячи. На много места е даден статут на ядрени убежища. Въведени са две амплитудно-модулирани радиочестоти (640 и 1240 kHz) за информиране на обществото в случай на ядрена заплаха.
В книгата си от 1957 г. „Ядрени оръжия и външна политика“ Хенри Кисинджър обявява противоречивата си гледна точка, че кое да е ядрено оръжие под 500 килотона, взривено в атмосферата, би било по-решаващо и по-малко смъртоносно, отколкото продължителна конвенционална война.

### 1960-те
През 1960 г. САЩ разработва първия си Единен интегриран оперативен план, поредица от възможности за насочване, и описва процедурите си по изстрелване и насочване на ядрени оръжия. През същата година е пусната и алармената системата за ракетна защита MIDAS, американска система от 12 сателитна за ранно предупреждение, които предоставят ограничени сведения за съветски изстрелвания на МКБР между 1960 и 1966 г. Системата за ранно предупреждение за балистични ракети е завършена през 1964 г.
Сложна и обезпокоителна ситуация възниква през 1962 г. в т.нар. Карибска криза. Съветският съюз установява балистични ракети със среден обсег на 140 km от САЩ, вероятно като пряк отговор на американското дислоциране на ракети Юпитер в Турция. След интензивни преговори, СССР премахва ракетите от Куба и решава да основе масивна програма за създаване на оръжия. В замяна, САЩ разглобява ракетните си площадки в Турция, макар това да се прави под тайна и да бива разкрито пред обществото едва след две десетилетия. Никита Хрушчов дори не разкрива тази част от споразумението, когато бива атакуван от политически противници за неправилното подхващане на кризата. Забавената комуникация по време на кризата води до създаването на гореща телефонна линия между Москва и Вашингтон с цел установяване на пряка комуникация между двете ядрени сили.
Към края на 1960-те години броят на МКБР и ядрените глави е толкова голям и в двете държави, че се вярва, че САЩ и СССР са способни напълно да унищожат инфраструктурата и голяма част от населението на другата страна. Така, според някои теоретици на игрите, се създава системата за баланс на силите взаимно гарантирано унищожение (на английски: mutually assured destruction – MAD). Смята се, че мащабна ядрена война между двете сили няма да доведе до пълен победител, като в най-добрия случай едната от страните би постигнала пирова победа. Следователно, двете страни се сдържат от започването на пряка конфронтация, като вместо това се впускат в посреднически войни с малък интензитет.
През това десетилетие Китай започва строи подземна инфраструктура за защита от ядрена атака след Съветско-китайското разцепване.

### 1970-те
Израел отговаря на арабското нападение във Войната от Йом Кипур на 6 октомври 1973 г. като събира 13 ядрени оръжия в тунел под пустинята Негев, когато сирийски танкове вилнеят из Голанските възвишения. На 8 октомври 1973 г. израелският министър-председател Голда Меир упълномощава министъра на отбраната Моше Даян да активира 13-те израелски ядрени бойни глави и да ги разпредели на единици от израелските ВВС с цел да бъдат използвани, ако Израел започва да бъде изгубван.
На 24 октомври 1973 г., докато американският президент Ричард Никсън е зает с Уотъргейтския скандал, Хенри Кисинджър нарежда ниво 3 по DEFCON, подготвяйки американските ядрени бомбардировачи B-52 за война. Докладите на разузнаването сочат, че СССР се подготвя да защити Египет във Войната от Йом Кипур с Израел. Става ясно, че ако Израел би използвал ядрено оръжие срещу Египет или Сирия, тогава Съветския съюз би отвърнал на Израел, като тогава САЩ биха се принудили да помогнат на Израел, вероятно ескалирайки до ядрена война.
Към края на 1970-те години хората в САЩ и СССР, както и в останалия свят, живеят с идеята за взаимно гарантирано унищожение в продължение на около десетилетие и тя се вкоренява в психиката на популярната култура на тези страни.
На 18 май 1974 г. Индия провежда първия си ядрен опит в Похран в северозападната част на страната. Операцията е наименувана „Усмихнатия Буда“, а Индия съобщава, че това е „мирен ядрен взрив“.
Съветската система за ранно предупреждение „Дъга“ заработва през 1976 г. Изключително силното радиопредаване, нужно за работата на системата, води да нарушаването на много граждански предавания на къси вълни, което ѝ придава прозвището „Руски кълвач“.
Идеята, че който да е ядрен конфликт в крайна сметка ще ескалира представлява предизвикателство за военните стратези. Тази задача е особено тежка за САЩ и съюзниците им от НАТО. До 1970-те години се вярва, че евентуално съветско нахлуване с танкове в Западна Европа бързо ще смаже конвенционалните сили на НАТО, което би принудило Западът да използва тактически ядрени оръжия. Уви, след това би било силно вероятно да последва глобална ядрена война. Съветският блок симулира ядрена война между НАТО и Варшавския договор в свръхсекретно военно учение през 1979 г., наречено „Седем дни до река Рейн“.

### 1980-те
Към края на 1970-те години и особено в началото на 1980-те години по времето на Роналд Рейгън САЩ се заема с подсилване на военната си мощ. Голяма промяна в ядрената доктрина е разработването на ядрени балистични ракети, изстрелвани от подводници. Това се приветства от много военни теоретици като оръжие, което ще направи ядрената война по-слабо вероятна. Този тип ядрени оръжия могат да се придвижват незабелязано практически навсякъде по света, което предоставя на дадена държава възможността за „втори удар“, след като е поел първоначален удар. Преди въвеждането на подводниците с ядрени ракети се е считало, че дадена държава може да се изкуши да нападне първа, ако се чувства достатъчно уверена, че първата ѝ атака ще изведе от строя ядрения арсенал на врага, така правейки ответния удар невъзможен.
Все пак, скоро става ясно, че подводниците могат да се доближат до вражеските брегове незабелязано и така да намалят времето за предупреждение (времето между засичането на изстрелването на ракетата и удара ѝ) от половин час до под три минути. Този резултат е особено значим за САЩ, Великобритания и Китай, чиито столици лежат на по-малко от 160 km от морския бряг. Москва е доста по-сигурен от такава заплаха, поради отдалечеността си от морето. Това увеличава вероятността за изненадващ първи удар за едната страна и позволява извеждането от строя на командването на страната под прицел, преди да бъде нареден какъвто и да е противоудар. Това затвърждава мнението, че ядрената война е възможно да бъде спечелена, което води не само до повишено напрежение, но и до драстично увеличаване на военния бюджет. Подводниците и ракетните им системи са много скъпи и една напълно въоръжена ядрена подводница може да струва повече от БНП на развиваща се страна. Най-големите разходи, обаче, са по морските и наземните противоподводни отбранителни системи и така военните разходи нарастват изключително много.
ЮАР разработва ядрено оръжие към края на 1970-те и началото на 1980-те години. То е активно за кратък период, преди да бъде разглобено в началото на 1990-те години. Според доклад на ООН от 1980 г. съществуват около 40 000 ядрени бойни глави по това време с комбинирана експлозивна мощ от 13 000 мегатона. За сравнение, когато вулканът Тамбора изригва през 1815 г., водейки до година без лято, той има сила от 800 до 1000 мегатона.
На 1 септември 1983 г. полет 007 на Южнокорейските авиолинии е свален от съветски изтребители. На 26 септември съветска система за ранно предупреждение под командването на Станислав Петров погрешно засича пет летящи МКБР от САЩ. Петров правилно преценява ситуацията като фалшива тревога и не докладва за това на началниците си. Възможно е действията му да са предотвратили Трета световна война, тъй като съветската политика по това време е незабавен ядрен отговор при откриване на заплаха от идващи балистични ракети. През същата година СССР се заблуждава, че военното учение на НАТО Able Archer 83 цели да прикрие ядрено нападение. Съветите отговарят като повишават готовността си и подготвят ядрения си арсенал за незабавно използване. След като учението приключва съветският страх от нападение изчезва.

### След Студената война
Макар разпадането на Съветския съюз да слага край на Студената война и напрежението между САЩ и Русия да спада, двете държави остават в нерешено ядрено положение, поради продължаващото наличие на голям брой ядрени глави от двете страни. По това време САЩ започва да се бои и от разработването на ядрена технология от страни извън бившия СССР.
Ядрената политика на Пакистан е значително повлияна след войната през 1965 г. с Индия. Войната от 1971 г. и индийската ядрена програма играя роля при решението на Пакистан да поеме по ядрения път. Каргилската война от 1999 г. избухва между Пакистан и Индия, след като и двете страни вече разполагат с ядрено оръжие. Според някои, именно ядрените оръжия са причината да не избухва по-голяма война в района. Между Индия и Пакистан все още съществува риск от ядрен конфликт покрай въпроса с Кашмир. През 2012 г. Пакистан обявяват, че разполагат с ядрено оръжие, което може да бъде изстрелвано от морето. Ядрената програма на Пакистан кулминира с тестовете на Чагай-I.
Ключов момент на ядрената война през 2000-те и 2010-те години е разпространението на ядрените оръжия сред развиващите се страни, като Индия и Пакистан правят публични ядрени опити, а Северна Корея провежда подземен ядрен опит на 9 октомври 2006 г. Геологическата служба на САЩ измерва земетресение с магнитуд от 4,2 по Рихтер в района, където севернокорейците провеждат опита си. На 25 май 2009 г. е обявен още един ядрен опит от правителството на страната. През това време Иран разработва своята ядрена програма, която официално е с граждански цели, но предизвиква щателни проверки от ООН и много индивидуални страни.
Скорошни проучвания на ЦРУ посочват продължителния конфликт между Пакистан и Индия като най-вероятен за ескалиране в ядрена война. По време на Каргилската война през 1999 г. Пакистан е готов да използва ядрено оръжие в случай, че конвенционалната военна ситуация се влоши. Външният министър на Пакистан предупреждава, че ще се използват всички оръжия в арсенала на страната срещу Индия. Съобщението е осъдено от международната общност, а Пакистан се отрича от думите след това. Конфликтът продължава да е единствената война между две държави с ядрено оръжие. Въпреки това, отношенията между Индия и Пакистан напоследък постепенно се подобряват.
Друг потенциален геополитически проблем, считан за особено обезпокоителен от военните анализатори, е потенциален конфликт между САЩ и Китай покрай Тайван.
Израел вероятно разполага с между 100 и 400 ядрени бойни глави. Страната често е въвлечена във войни със съседните държави от Близкия Изток, а сравнително ѝ малката площ би означавала много малко време за отговор в случай на вражеско нахлуване. Такава ситуация би могла да прерасне в ядрена война много бързо.
На 7 март 2013 г. Северна Корея заплашва САЩ с ядрен удар. На 9 март Северна Корея призовава чужденците в Южна Корея да напуснат страната, заявявайки, че двете страни са на ръба на ядрена война. На 12 април Северна Корея обявява, че ядрената война е неизбежна. Страната обявява Япония за първа мишена.

## Ядрен тероризъм
Ядреният тероризъм от неправителствени организации (или индивиди) е непознат и неизучен фактор. Разпадането на Съветския съюз поражда възможността бивши съветски ядрени оръжия да станат налични на черния пазар.
Ред други грижи се пораждат покрай сигурността на ядрените оръжия в по-новите ядрени сили с относително по-нестабилни правителства, но във всеки случай тези опасения са били адресирани в известна степен от изявления и доказателства от въпросните страни, както и чрез съвместни програми между държавите.
Друга заплаха на ядрения тероризъм представляват устройствата, проектирани да разпръснат радиоактивни вещества върху голяма площ, използвайки конвенционални експлозиви, наречени „мръсни бомби“. Детонацията на мръсна бомба не би имала ядрен взрив, нито би изпуснала достатъчно радиация за да убие или нарани голям брой хора. Въпреки това тя би причинила големи поражения и би изисквала скъпи процедури по изчистване.